# 푸른 교실 (영화)
푸른 교실은 1976년 공개된 대한민국의 영화이다.

## 배역
- 임예진 : 영애 역
- 전영록
- 이덕화
- 김진규
- 선우용녀
- 김진해
- 최성
- 조미래
- 이승열
- 최명희